# Bayerotrochus africanus
Bayerotrochus africanusc (tên tiếng Anh: South African Slit Shell), là một loài ốc biển, một động vật thân mềm chân bụng sống ở biển thuộc họ Pleurotomariidae.

## Mô tả
Vỏ phát triển đến chiều dài 120 mm.

## Phân bố
Loài này phân bố dọc theo Nam Phi.